# قوجاق
قوجاق، روستایی از توابع بخش دلبران شهرستان قروه در استان کردستان ایران است.مردم این روستا در حوزه دامداری و کشاورزی فعالیت دارند.آب و هوای این روستا در زمستان بسیار سرد است.ازشورا های این روستا می توان به رضا مخدومی و علی فتحی اشاره کرد.

## جمعیت
این روستا در دهستان دلبران قرار دارد و براساس سرشماری مرکز آمار ایران در سال ۱۳۸۵، جمعیت آن ۴۴۰ نفر (۱۰۰خانوار) بوده‌است.مردم این روستا به زبان کردی سخن میگویند.